# Abeer Abdelrahman
Abir Abdulrahman Khalil Mahmoud Khalil (in arabo عبير عبدالرحمن خليل محمود خليل‎?; Alessandria d'Egitto, 13 giugno 1992) è una sollevatrice egiziana, vincitrice di una medaglia di bronzo nei 69 kg Olimpiadi di Pechino 2008 e di un argento nei 75 kg a Londra 2012.

## Giochi olimpici
Vincendo alle Olimpiadi di Londra 2012 la medaglia d'argento nei 75 kg, assegnatale nel luglio 2016 dopo la squalifica di tre atlete per doping, Abeer Abdelrahman è diventata la prima donna egiziana ad avere mai vinto una medaglia ai Giochi olimpici. In seguito, con le squalifiche annunciate nel gennaio 2017 relativamente alle Olimpiadi di Pechino 2008, le è stata attribuita anche la medaglia di bronzo nella gara dei 69 kg in questa competizione. In entrambi i casi si era originariamente piazzata al quinto posto.

## Palmarès
- Giochi olimpici

Pechino 2008: bronzo nei 69 kg.
Londra 2012: argento nei 75 kg.
- Mondiali

Goyang 2009: bronzo nei 75 kg.
- Campionati africani

Strand 2008: oro nei 69 kg.
- Giochi del Mediterraneo

Callao 2013: argento nei 75 kg.
- Giochi panarabi

Doha 2011: oro nei 75 kg.